# Périers
 Périers  es una población y comuna francesa, situada en la región de Baja Normandía, departamento de Mancha, en el distrito de Coutances y cantón de Périers.
Périers fue liberado por el 2 ° Batallón, 359 ° Regimiento de Infantería, 90 ° División, del Ejército de los Estados Unidos, el 27 de julio de 1944.

## Demografía
| 2464 | 2586 | 2712 | 2741 | 2566 | 2553 |
| Para los censos de 1962 a 1999 la población legal corresponde a la población sin duplicidades (Fuente: INSEE [Consultar]) |      |      |      |      |      |